# Johanna Kuffnerová
Johanna Kuffnerová (14. února 1853 Blatná – 21. prosince 1911 Praha-Hradčany) byla česká pedagožka, překladatelka, novinářka, spolková činovnice, sufražetka a feministka, učitelka francouzštiny a ředitelka školy Ženského výrobního spolku českého v Praze.

## Život

### Mládí
Narodila se v Blatné v jižních Čechách v rodině Jiřího Kuffnera c. k. berního v Blatné a Marie Kuffnerové-Lukšové. Měla pět sourozenců. Jejími bratry byli: Hanuš Kuffner, (novinář, spisovatel a vojenský historik), Jozef Kuffner (důstojník, spisovatel, filolog a divadelní kritik), Karel Kuffner (psychiatr, profesor Univerzity Karlovy v Praze) a Klement Kuffner (kněz a překladatel). Její sestra Jiřina se posléze stala rovněž učitelkou. Dostalo se jí dobrého soukromého jazykového vzdělání, mj. na Greilepoisově škole. Při studiích v Praze se začala setkávat s předními osobnostmi českého ženského emancipačního hnutí, jako byli například Karolína Světlá či Sofie Podlipská. Ty spolu s mecenášem Vojtou Náprstkem založily roku 1865 ženský spolek Americký klub dam, jehož byla Kuffnerová členkou.
Jako emancipovaná mladá žena se rozhodla stát učitelkou a přihlásila na učitelský kurz a roku 1876 absolvovala státní zkoušku z francouzštiny Toto povolání bylo v té době při výkonu spojeno s příslibem celibátu, Kuffnerová tak zůstala svobodná. Následně absolvovala zhruba roční pracovní stáž v Bavorsku a Francii.

### Učitelství

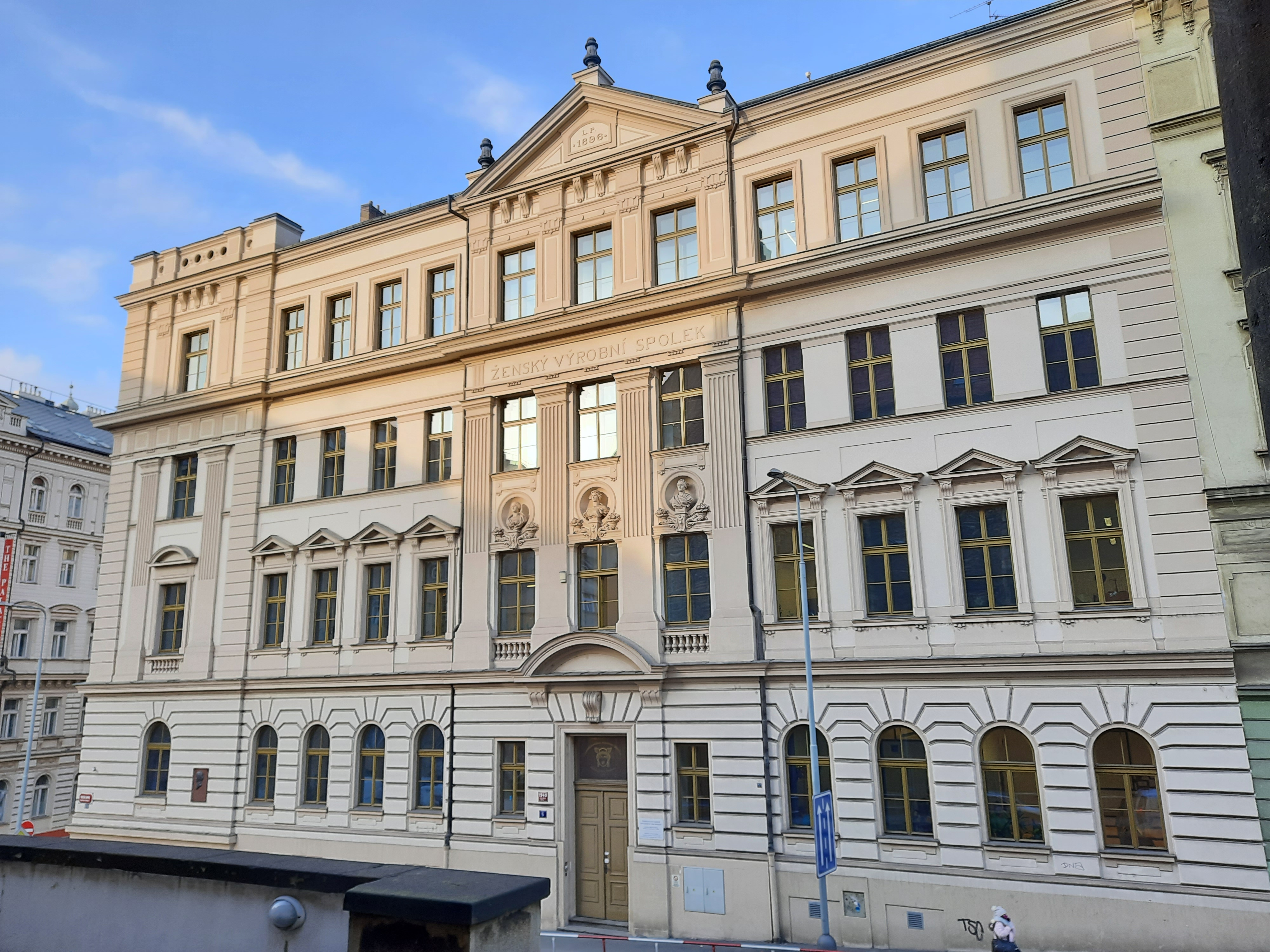
Nová nárožní budova Ženského výrobního spolku českého z roku 1896, Resslova 5, Praha

Po návratu ze zahraničí roku 1878 nastoupila Kuffnerová jako učitelka francouzštiny na několik měšťanských škol v Praze. Roku 1885 pak přestoupila na dívčí školu tzv. Ženského výrobního spolku českého, u jehož zrodu roku 1871 spolu se Světlou a Krásnohorskou, ale také například s Emílií Priknerovou, Emílií Bártovou či Věnceslavou Lužickou, stála. Z gesce spolku byla pro tyto ženy otevřena řemeslná a obchodní škola, jejíž ředitelkou se Kuffnerová stala. Spolek si dal za cíl zaopatřit zejména, také válečné, vdovy a matky samoživitelky, které po ztrátě manžela nebyly schopny zajistit sobě, případně rodině, obživu a často tak upadaly do chudoby. Výuka nejprve probíhala v budově bývalé obecné školy u kostela Nejsvětější Trojice ve Spálené ulici. První předsedkyní spolu byla Karolína Světlá, po jejím odstoupení ze zdravotních důvodů roku 1879 pak tuto funkci po krátkém přechodném období převzala Emílie Bártová, která roku 1880 předsednictví převzala a vykonávala jej až do své smrti.
Johanna Kuffnerová rozšířila výuku o hodiny francouzštiny a klavíru. Věnovala se rovněž překladatelské činnosti a překladům filosofických textů z francouzštiny a vlastním textům týkajících se mravouky. Roku 1896 došlo k přesunu školy do nové novorenesanční budovy v pražské Resslově ulici podle návrhu stavitele a architekta Josefa Blechy.
K ženským tématům se Kuffnerová vyjadřovala v rámci veřejného a spolkového života a v textech časopisu Ženského výrobního spolku Ženské listy a dalších.

### Úmrtí
Johanna Kuffnerová zemřela 21. prosince 1911 v Praze ve věku 68 let. Její pohřeb se konal v katedrále svatého Víta na Hradčanech, zádušní mši sloužil biskup František Brusák. Pohřbena byla na Břevnovském hřbitově.